# Alsemgeest
Alsemgeest was een buitenplaats aan de Maasdijk net buiten 's-Gravenzande.
Alsemgeest kwam al voor op een kaart uit 1712 van Nicolaus Samuelis Cruquius. In 1721 bestond uit landgoed uit 49 morgen (bijna 40 hectare). Er was een groot huis, waar Adriaen Breur tot zijn overlijden in 1721 woonde. Hij was advocaat aan het Hof van Holland. Hij liet het landgoed na aan de Remonstrantse Kerk, die het in september 1721 verkocht aan Jan Pieter Ravens uit Den Haag. Hij werd dat jaar benoemd als verpachter van de tienden in het Westland. Omdat hij meerdere eigendommen had, woonde hij er niet. Hij probeerde het te verkopen, en toen dat niet lukte, probeerde hij het landgoed te verhuren. Ook dat lukte niet, althans niet in 1732, 1734 en 1735. Daarna besloot hij het landgoed te splitsen.

## Splitsing
Land
In 1762 verkocht Ravens geest- en weilanden voor 600 gulden aan Frederik Christoffel Willem Lodewijk graaf van Bylandt (1719-1789), die in Zandambacht reeds aangrenzende grond bezat. Hij diende kolonel bij het 12de regiment van 22-08-1772 tot 09-09-1789. Jan Pieter Ravens hield ongeveer een kwart van die grond.
Huis
In 1766 verkocht Ravens de hofstede en de woningen voor 18.000 gulden aan Gerlang Jan Doijs baron van der Does (1731-1810) uit Den Haag. Hij was heer van beide Noordwijken, Langeveld, Offem e.a.. In 1744 studeerde hij in Leiden. Daarna werd hij raad in het Hof van Holland en president van de Rekenkamer. In 1797 werd het huis tevergeefs te koop aangeboden. In 1798 werd het op een veiling aangeboden maar in 1805 was het nog steeds niet verkocht. Sinds 1797 werd niet veel meer aan onderhoud van het landgoed gedaan en werden veel fruit- en laanbomen verkocht.
De volgende eigenaar was Mr Cornelis Bastiaan Nederburgh (1790-1865), die ook in Leiden had gestudeerd en die advocaat en later vrederechter in Naaldwijk was. Het huis was belast met een hypotheek van 20.000 en na zijn overlijden besloten zijn twee zonen het huis te verkopen. Er kwamen enkele huurders in en op 12 juli 1865 werd het huis voor 39.000 gulden verkocht. Hun moeder bleef er als huurder wonen.